# اکمنس سمنتاس

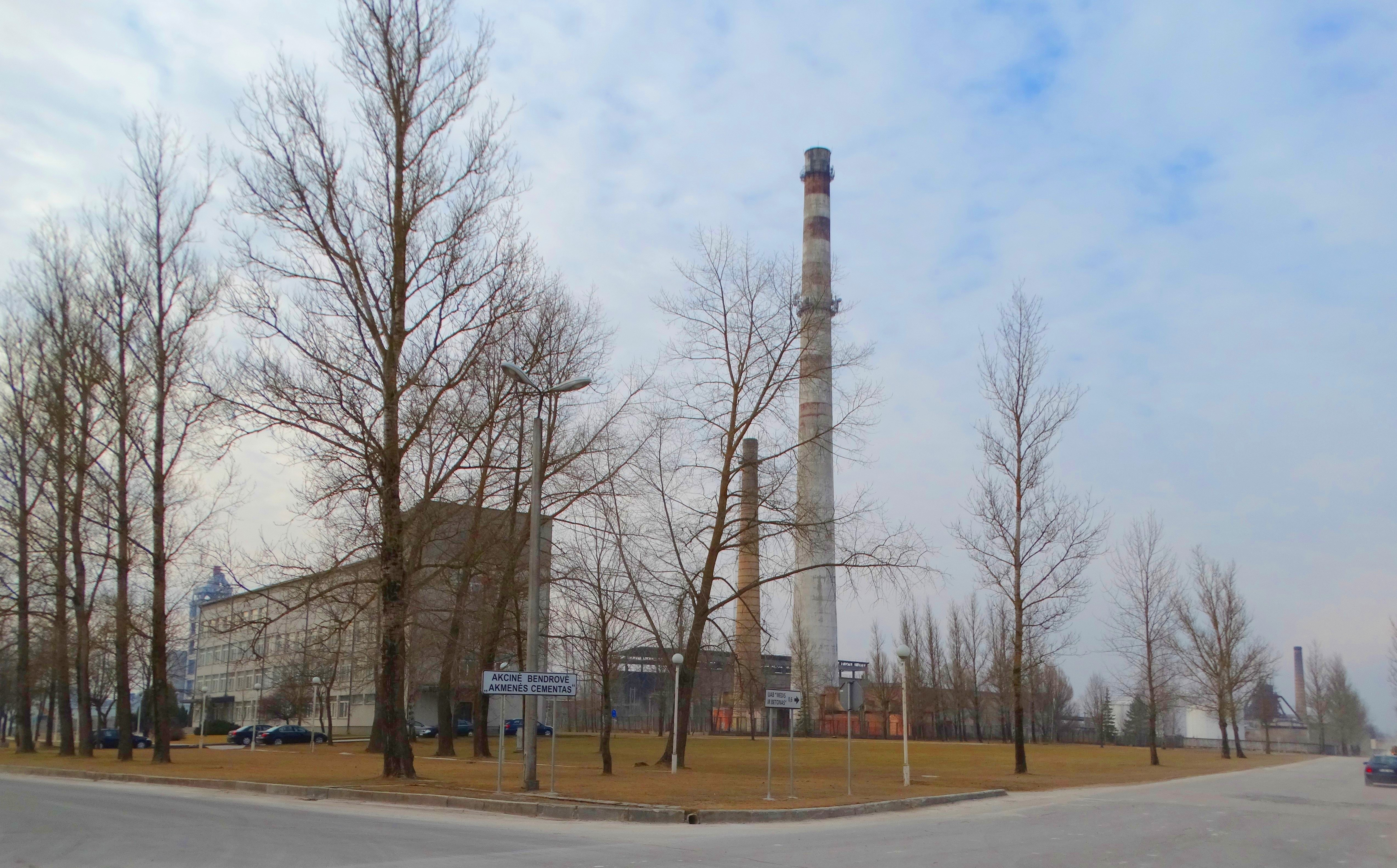
نمایی از شرکت مصالح ساختمانی اکمنس سمنتاس

اکمنس سمنتاس (انگلیسی: Akmenės Cementas) شرکت مصالح ساختمانی لیتوانیایی است، که در سال ۱۹۴۷ تأسیس شد.